# Mistrzostwa Europy w Koszykówce Mężczyzn 1993
Mistrzostwa Europy w koszykówce mężczyzn 1993 odbyły się w Niemczech w dniach 22 czerwca - 4 lipca 1993 r. Zwyciężyła drużyna Niemiec, drugie miejsce zajęła Rosja, zaś trzecie Chorwacja. MVP turnieju został Niemiec Christian Welp.

## Faza grupowa

### Grupa A

#### Tabela
| msc. | Drużyna              | pkt | zw | por | stosunek koszy |
| ---- | -------------------- | --- | -- | --- | -------------- |
| 1.   | Hiszpania            | 6   | 3  | 0   | 254 : 213      |
| 2.   | Rosja                | 4   | 1  | 2   | 266 : 263      |
| 3.   | Bośnia i Hercegowina | 4   | 1  | 2   | 255 : 264      |
| 4.   | Szwecja              | 4   | 1  | 2   | 218 : 253      |

#### Wyniki
22 czerwca
- Rosja 99 - 77 Bośnia i Hercegowina
- Hiszpania 72 - 49 Szwecja

23 czerwca
- Szwecja 100 - 92 Rosja
- Hiszpania 96 - 89 Bośnia i Hercegowina

24 czerwca
- Bośnia i Hercegowina 89 - 69 Szwecja
- Hiszpania 86 - 75 Rosja

### Grupa B

#### Tabela
| msc. | Drużyna   | pkt | zw | por | stosunek koszy |
| ---- | --------- | --- | -- | --- | -------------- |
| 1.   | Chorwacja | 6   | 3  | 0   | 317 : 241      |
| 2.   | Francja   | 5   | 2  | 1   | 255 : 229      |
| 3.   | Turcja    | 4   | 1  | 2   | 196 : 252      |
| 4.   | Bułgaria  | 3   | 0  | 3   | 227 : 273      |

#### Wyniki
22 czerwca
- Bułgaria 83 - 104 Chorwacja
- Francja 69 - 55 Turcja

23 czerwca
- Francja 95 - 100 Chorwacja
- Turcja 78 - 70 Bułgaria

24 czerwca
- Francja 91 - 74 Bułgaria
- Chorwacja 113 - 63 Turcja

### Grupa C

#### Tabela
| msc. | Drużyna | pkt | zw | por | stosunek koszy |
| ---- | ------- | --- | -- | --- | -------------- |
| 1.   | Grecja  | 5   | 2  | 1   | 243 : 214      |
| 2.   | Łotwa   | 5   | 2  | 1   | 243 : 244      |
| 3.   | Włochy  | 4   | 1  | 2   | 244 : 251      |
| 4.   | Izrael  | 4   | 1  | 2   | 246 : 267      |

#### Wyniki
22 czerwca
- Grecja 81 - 62 Łotwa
- Włochy 92 - 83 Izrael

23 czerwca
- Izrael 79 - 74 Grecja
- Włochy 79 - 80 Łotwa

24 czerwca
- Łotwa 101 - 84 Izrael
- Włochy 73 - 88 Grecja

### Grupa D

#### Tabela
| msc. | Drużyna  | pkt | zw | por | stosunek koszy |
| ---- | -------- | --- | -- | --- | -------------- |
| 1.   | Estonia  | 5   | 2  | 1   | 255 : 261      |
| 2.   | Niemcy   | 5   | 2  | 1   | 275 : 234      |
| 3.   | Belgia   | 4   | 1  | 2   | 224 : 233      |
| 4.   | Słowenia | 4   | 1  | 2   | 198 : 224      |

#### Wyniki
22 czerwca
- Niemcy 103 - 113 Estonia
- Słowenia 61 - 82 Belgia

23 czerwca
- Belgia 64 - 93 Niemcy
- Słowenia 80 - 63 Estonia

24 czerwca
- Słowenia 57 - 79 Niemcy
- Estonia 79 - 78 Belgia

## Druga faza grupowa

### Grupa I

#### Tabela
| msc. | Drużyna              | pkt | zw | por | stosunek koszy |
| ---- | -------------------- | --- | -- | --- | -------------- |
| 1.   | Hiszpania            | 9   | 4  | 1   | 430 : 387      |
| 2.   | Rosja                | 9   | 4  | 1   | 444 : 371      |
| 3.   | Grecja               | 9   | 4  | 1   | 414 : 378      |
| 4.   | Bośnia i Hercegowina | 6   | 1  | 4   | 424 : 468      |
| 5.   | Włochy               | 6   | 1  | 4   | 355 : 413      |
| 6.   | Łotwa                | 6   | 1  | 4   | 398 : 448      |

#### Wyniki
26 czerwca
- Włochy 60 - 78 Hiszpania
- Łotwa 72 - 91 Rosja
- Grecja 102 - 84 Bośnia i Hercegowina

27 czerwca
- Hiszpania 95 - 87 Łotwa
- Bośnia i Hercegowina 72 - 74 Włochy
- Grecja 67 - 84 Rosja

28 czerwca
- Łotwa 97 - 102 Bośnia i Hercegowina
- Rosja 95 - 69 Włochy
- Hiszpania 75 - 76 Grecja

### Grupa II

#### Tabela
| msc. | Drużyna   | pkt | zw | por | stosunek koszy |
| ---- | --------- | --- | -- | --- | -------------- |
| 1.   | Chorwacja | 10  | 5  | 0   | 487 : 375      |
| 2.   | Francja   | 9   | 4  | 1   | 384 : 337      |
| 3.   | Estonia   | 8   | 3  | 2   | 410 : 426      |
| 4.   | Niemcy    | 7   | 2  | 3   | 392 : 375      |
| 5.   | Turcja    | 6   | 1  | 4   | 325 : 395      |
| 6.   | Belgia    | 5   | 0  | 5   | 340 : 430      |

#### Wyniki
26 czerwca
- Francja 64 - 56 Niemcy
- Estonia 77 - 74 Turcja
- Chorwacja 106 - 74 Belgia

27 czerwca
- Estonia 61 - 73 Francja
- Chorwacja 70 - 63 Niemcy
- Turcja 69 - 59 Belgia

28 czerwca
- Chorwacja 98 - 80 Estonia
- Francja 83 - 65 Belgia
- Niemcy 77 - 64 Turcja

## Ćwierćfinały
1 lipca
- Francja 59 - 61 Grecja
- Hiszpania 77 - 79 Niemcy
- Rosja 82 - 61 Estonia
- Chorwacja 98 - 78 Bośnia i Hercegowina

## Półfinały
2 lipca
- Grecja 73 - 76 Niemcy
- Rosja 84 - 76 Chorwacja

## Finały
4 lipca

### mecz o 7. miejsce
- Francja 83 - 75 Bośnia i Hercegowina

### mecz o 5. miejsce
- Hiszpania 119 - 80 Estonia

### mecz o 3. miejsce
- Grecja 59 - 99 Chorwacja

### mecz o 1. miejsce
- Niemcy 71 - 70 Rosja

MISTRZ EUROPY 1993

Niemcy
 
PIERWSZY TYTUŁ